# Dead space
Dead space, ("det døde rum"), er den ikke-respirationsaktive del af luftvejene og bliver oftest brugt i sammenhæng med når en patient er under narkose, både human og veterinær. Det døde rum ender hvor kuldioxid erstattes af ilt. Enhver forøgelse af det døde rum forringer effektiviteten af respirationen. En forøgelse kan være når patienten skal have en nasopharyngeal tubus, som ikke forkortes til den enkelte patient, især i veterinær branchen.
Den respirationsaktive del af luftvejene er nede i alveolerne.
Det døde rum inkluderer:
- Bronchiolerne
- Bronkier
- Trakea
- Svælg
- Næse-/mundhule